# Synagoga chasydów z Bobowej w Oświęcimiu
Synagoga chasydów z Bobowej w Oświęcimiu – nieistniejąca chasydzka synagoga znajdująca się w Oświęcimiu przy ulicy Berka Joselewicza 4.
Synagoga została zbudowana na początku XX wieku przez chasydów z Bobowej, zwolenników cadyka Halberstama. Główna sala modlitewna znajdowała się na piętrze, a w pozostałych pomieszczeniach, prócz parteru, znajdowała się jesziwa Etz Chaim zwana bobowską.
Podczas II wojny światowej hitlerowcy zdewastowali synagogę. Od czasu zakończenia wojny w bożnicy znajdowały się prywatne mieszkania. W 2005 roku na wniosek władz miasta budynek został wyburzony ze względu na fatalny stan techniczny.